# 中研里
中研里是臺北市東緣的地方行政區劃，隸屬於南港區。以里內學術機關中央研究院為名。

## 歷史沿革
日治時期屬臺北州七星郡內湖南港舊大字境內，戰後行政整編劃入臺北縣內湖鄉舊莊里。1946年7月6日南港與內湖鄉分治後，劃歸入南港鎮管轄。1968年7月1日隨鄰近之景美鎮、內湖鄉、木柵鄉、暨歸屬於陽明山管理局之士林鎮、北投鎮等鄉鎮一同劃入升格後之院轄臺北市境內迄今。1974年12月自舊莊里獨立劃出，因區域內有中央研究院故命名為「中研里」。

## 地理概要

### 土地現況
- 面積：1.8731 (平方公里)
- 戶數：約3,370戶
- 鄰數：1990年3月調整前59鄰，後為36鄰。2004年因研究院路二段98巷改建，由原36鄰整併為35鄰。

### 界線
中研里里界如下：
- 東至：大坑溪接舊莊街一段3巷與新北市汐止區及舊莊里為界
- 西至：四分溪與中南里為界
- 南至：拇指山山脊與九如里為界
- 北至：大坑溪四分溪與新富里、中南里為界

### 河川
- 四分溪
- 大坑溪

### 學術單位
- 中央研究院

## 地方綠帶
- 四分河濱公園
- 六福公園
- 中研公園
- 中央研究院

## 歷屆里長
- 第一屆與第二屆里長，為舊莊里未分割時期，故以舊莊里長陳宜坤先生。
- 第三屆至第六屆里長，已經獨立出中研里，但仍為陳宜坤先生擔任。
- 第七屆里長為楊立凡先生於83年6月就任，並連任2002年第9屆、2006年第10屆、2010年第11屆里長，[2]，2014年第12屆里長同額參選，但是當選後第4天即因胰臟癌病逝。[3]
- 第十二屆里長當選人病逝後，於2015年3月14日重新補選，最後由謝志勇當選里長[4]。

## 地方名人
- 台北市議員、第九、第十一屆立法委員李彥秀
- 中央研究院社會學研究所研究員瞿海源

## 地方爭議事件
- 中研里位處四分溪和大坑溪交會處，台北市政府遭指責面對象神和納莉風災時防範態度消極，造成境內淹水高達兩層樓高，地方痛斥台北市府根本毫無準備。[5]
- 202兵工廠撥交中研院成立國家生技研究園區後，對於地方居民溝通，以及交通評估等問題，讓中研里民群情激憤，最後進行抗爭手段。[6]
- 中研里向來是國民黨之票倉，歷屆里長均為國民黨籍，但於第十二屆中研里長補選期間，國民黨提名之候選人張惠美選舉手段過度積極，多次因為噪音問題和里民發生口角或爭議，最後一天甚至敲鑼打鼓直到深夜，住戶不勝其擾，加上本里出生時任國民黨籍議員李彥秀暗中力挺無黨籍參選人謝志勇，在泛藍勢力分裂之下，以近500的懸殊比例敗北。本里里長一職亦由謝志勇連任至今。